# Dentiovula
Genre
Synonymes
- Dentivolva Habe, 1961[1]

Dentiovula est un genre de mollusques gastéropodes de la famille des Ovulidae. 

## Liste d'espèces
Selon World Register of Marine Species (30 septembre 2017) :
- Dentiovula azumai (Cate, 1970)
- Dentiovula colobica (Azuma & Cate, 1971)
- Dentiovula deforgesi Lorenz & Fehse, 2009
- Dentiovula dorsuosa (Hinds, 1844)
- Dentiovula eizoi Cate & Azuma in Cate, 1973
- Dentiovula horai (Cardin, 1994)
- Dentiovula lorenzi Fehse, 2011
- Dentiovula mariae (F. A. Schilder, 1941)
- Dentiovula masaoi Cate, 1973
- Dentiovula oryza (Omi & Clover, 2005)
- Dentiovula parvita Azuma, 1974
- Dentiovula rutherfordiana (Cate, 1973)